# ده فرمان (قسمت دوم)
ده فرمان (اپیزود دوم) دومین قسمت از مجموعه ده قسمتی ده فرمان ساخته کریشتوف کیشلوفسکی است.
این مجموعه بین سال‌های ۱۹۸۸ تا ۱۹۸۹ میلادی ساخته شد، کریشتوف کیشلوفسکی به همراه کشیشتف پیسیویچ فیلمنامه این مجموعه را به نگارش درآوردند.

## خلاصه داستان
کیشلوفسکی در اپیزود هشتم، از زبان یکی از شخصیت‌های داستان، به زیبایی خلاصه‌ای از بخش دوم را به زبان آورده که خلاصهٔ کیشلوفسکی در این بخش، عیناً نقل شود: «داستان خاصی نیست. مردی داره از سرطان می‌میره. اون فقط داره می‌میره، این مرد تحت معالجهٔ یه دکتر درجه یکه که، همینش مهمه، به خدا عقیده داره. این دکتر با بیمارش توی یه بلوک آپارتمانی زندگی می‌کنه، زن این مرد شروع می‌کنه به کلافه کردن دکتر تا بگه شانس زنده موندن شوهرش چقدره. دکتر نه می‌تونه و نه می‌خواد که این رو بهش بگه. دکتر با آدم‌های زیادی برخورد کرده که به رغم اینکه به علوم پزشکی شانسی براشون قائل نبوده، ولی زنده موندن. زن خیلی سماجت می‌کنه. معلوم می‌شه که دلیل خاصی داره که می‌خواد بدونه سرنوشت شوهرش چی می‌شه. اون از یه مرد دیگه حامله شده. شوهرش از این موضوع خبر نداره. چون قبلاً زنش بچه دار نمی‌شده. زن بچهٔ متولد نشده رو به اندازهٔ شوهرش دوست داره. اگه شوهر زنده بمونه، زن احساس می‌کنه از لحاظ اخلاقی مجبوره که سقط جنین کنه. اگه بمیره، می‌تونه بچه رو به دنیا بیاره. همهٔ این‌ها رو به دکتر می‌گه و سرنوشت بچه رو به دست دکتر می‌سپره. اگه به زن بگه شوهرش زنده می‌مونه، در این صورت حکم مرگ بچه رو امضا کرده. اگه به زن بگه که شوهرش می‌میره، در این صورت بچه زنده می‌مونه. این کلیت داستانه.»